# Économie de la Croatie
L'économie de la Croatie est une économie de marché. Lors de la dislocation de la Yougoslavie dans les années 1990 et de son indépendance, la Croatie est passée d'une économie collectiviste à une économie de marché. Mais son économie a beaucoup souffert pendant la guerre d'indépendance. Après la guerre, la situation économique a commencé à s'améliorer, la croissance augmentant de 4 à 5 % par an, les revenus ont doublé et les opportunités économiques et sociales se sont considérablement améliorées.
La Croatie a rejoint l'Organisation mondiale du commerce en 2000 et est devenue membre de l'Union européenne le 1er juillet 2013. Durant la crise économique de 2008, l'économie croate a été durement touchée par la crise financière qui a abouti à six années de récession et une baisse cumulée du PIB de 12,5 %. La Croatie est sortie officiellement de la récession au 4e trimestre 2014 et a connu une croissance continue de son PIB depuis. L'économie croate a atteint ses niveaux d'avant la crise en 2019. Depuis le 1er janvier 2023, la monnaie de la Croatie est l'euro,, qui succède à la kuna en usage de 1994 à fin 2022.
Le tourisme est un secteur d'activité important, en particulier pendant les mois d'été le long de sa côte, avec plus de 18 millions de touristes par an.

## Histoire

### L'économie de la Croatie au sein de la Yougoslavie

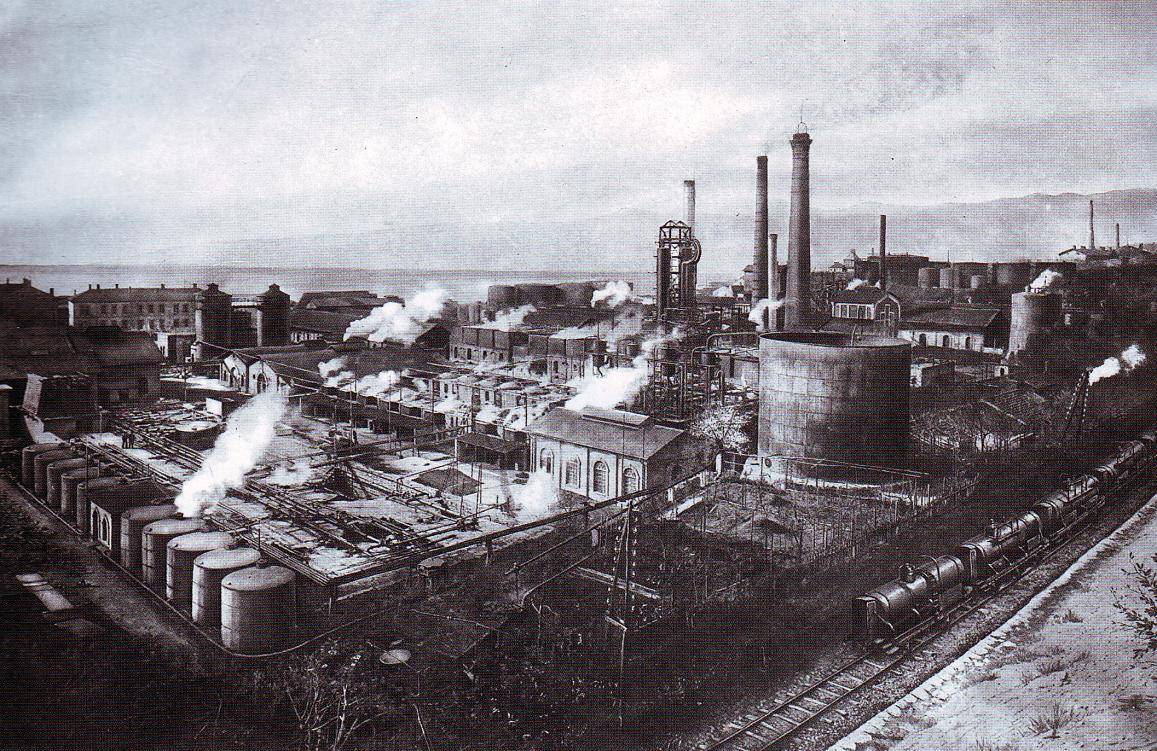
Raffinerie de Rijeka dans les années 1930.

Après la Seconde Guerre mondiale, la Croatie au sein de la Yougoslavie adopte une économie collectiviste tournée vers l'industrialisation. La pays connait une certaine prospérité économique durant les années 1950 et 1960, avant de connaître dans les années 1970 et 1980, un ralentissement croissant.  Dans les années 1970 et 1980, les principales mines de charbons et de bauxite du pays ferment leur porte.

### Transition économique et guerre
Le processus de transition d'un système d'économie planifiée vers une économie de marché a commencé à la fin des années 1980, mais la désindustrialisation et les dommages dus à la guerre d'indépendance entre 1991 et 1995 ont ralenti cette mutation,,. La Croatie à cette période est devenue une économie de guerre et les dépenses militaires représentent 60 % du budget national.
La plus grande partie de la Croatie est dévastée par la guerre, avec un quart de son économie détruite et 180 000 habitations détruites, et l'ONU estime les dégâts à environ 37 milliards de dollars. Le nombre de morts est estimé à 20 000 pour les deux camps avec des réfugiés de chaque côté, les Croates principalement au début de la guerre et les Serbes vers la fin. Enfin, environ 2 millions de mines sont posées dans diverses régions de Croatie durant la guerre.
Fin décembre 1991, le dinar croate remplace le dinar yougoslave avec une parité égale. En 1994, la kuna remplace le dinar croate avec un taux de 1:1000. Depuis 1993, la Croatie signe plusieurs accords de prêts et d'aides financières avec le FMI, la BERD et la Banque mondiale pour l'aider à se financer.

### Reconstruction, croissance et crise entre 1996 et aujourd'hui

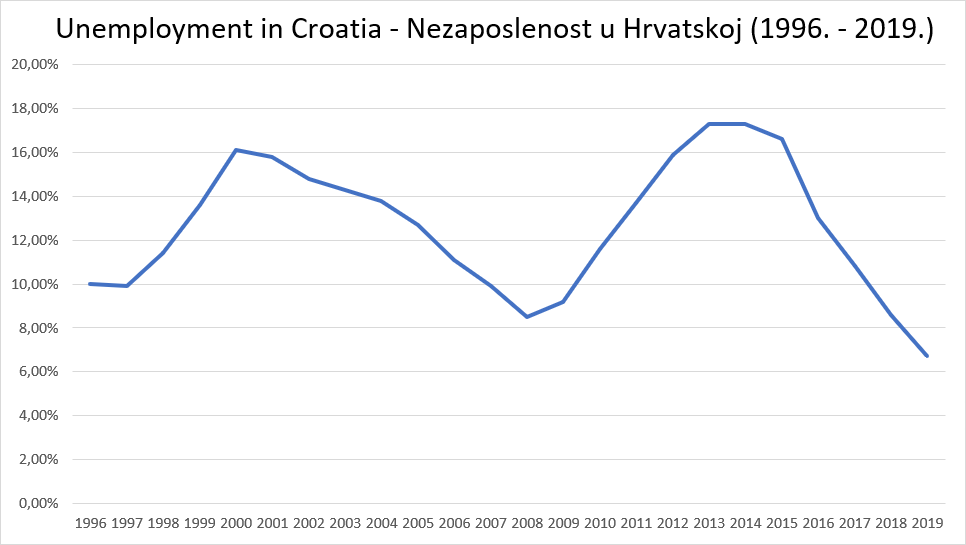
Courbe du taux de chômage de la Croatie entre 1996 et 2019.

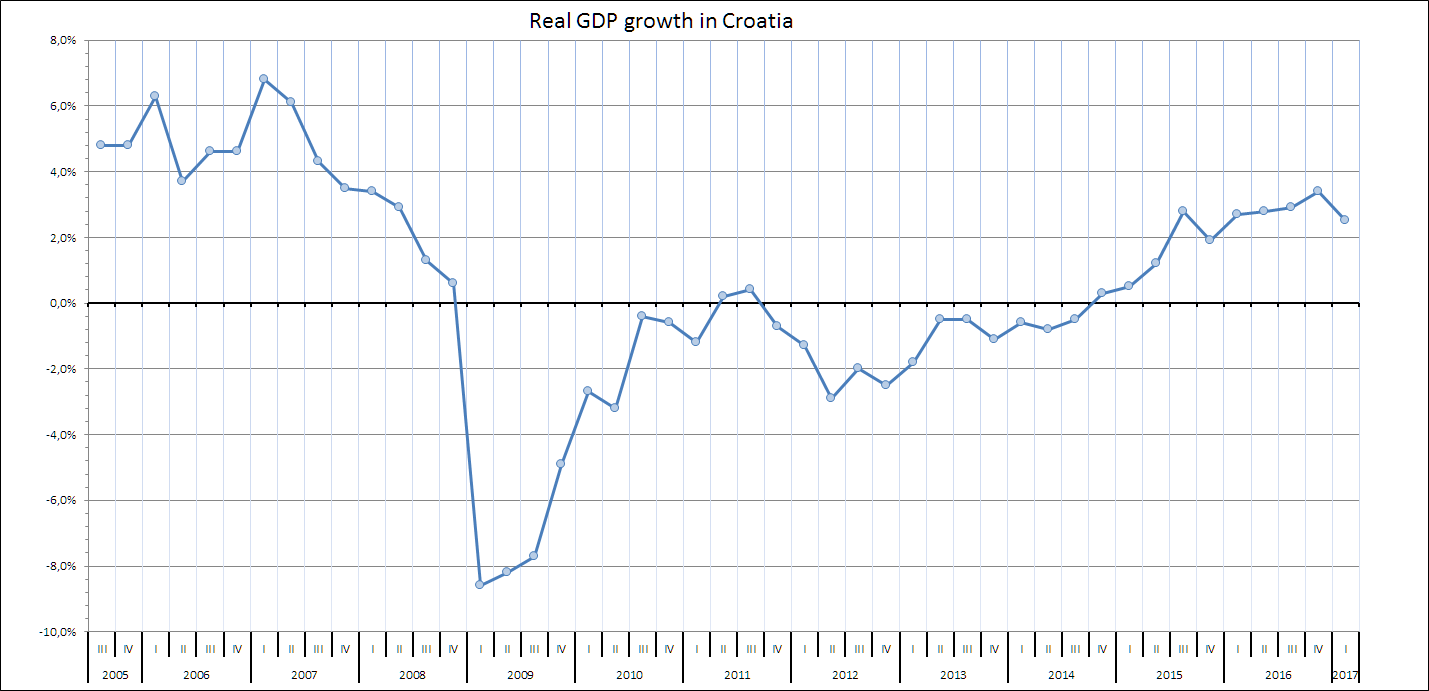
Courbe du taux de croissance de la Croatie entre 2005 et 2017.

Plusieurs vagues de privatisations ont été mises en place dans les années 1990. Ces privatisations commencées pendant la guerre d'indépendance ont été entachées de scandales politico-financiers, comme celui de la Dubrovacka Banka. Entre 1996 et 1998, le chômage est à un niveau compris entre 16 et 19 %.
Le pays s'est engagé dans un vaste programme de reconstruction mené par le gouvernement : depuis 1996, la moitié du parc immobilier détruit a été rebâtie quasiment sans aide internationale, tandis que la croissance du PIB a atteint une moyenne de 6 %, et l'inflation annuelle moyenne sur cinq ans demeure inférieure à 4 %.
Entre 2000 et 2007, le pays connaît une croissance économique assez rapide, comprise entre 4 et 6 %, avec une situation macroéconomique plutôt bonne et une inflation contenue avec 4,9 % en 2001, 3,3 % en 2002, 2 % en 2003, 3,3 % en 2005). Le PIB par habitant (2009) est de l'ordre de 13 921 euros par habitant et de 19 986 $ (soit 59,3 % de la moyenne de l'Union européenne) en termes de parité de pouvoir d'achat par habitant. Cependant la Crise économique de 2008 a touché la Croatie, ce qui a induit quatre années de récessions et un chômage élevé de l'ordre de 16 à 17 %, montant même à 19 % en 2012. L'Inflation reste cependant contenue à 0,9 % en 2013.
Le déficit public est important (2004 : 4,2 %, 2005 : 3,7 %, 2012 : 4,3 %). Le niveau de la dette externe est élevé — 85 % du PNB, soit 35 milliards de dollars ou 7 700 $ par habitant —, même si l'endettement public est plus modéré (65 % du PNB).
Le 1er juillet 2013, la Croatie entre dans l'Union européenne après dix ans de négociation. L'adhésion de la Croatie n'a pas lieu dans un contexte économique exubérant : le niveau de vie reste l'un des derniers de l'Union européenne devant la Roumanie et la Bulgarie, et le pays reste en récession depuis le début de la crise économique. De plus, l'adhésion induit l'arrêt d'un certain nombre de subventions, tant pour l'agriculture que pour les chantiers navals ou encore certaines entreprises publiques. Néanmoins, à partir de 2015, la Croatie connait à nouveau une période de croissance, entre 2,4 % et 3,5 % entre 2015 et 2019. Le chômage baisse de manière importante à 6,8 %, avec cependant un taux d'activité faible. Durant cette période, la Croatie connait un déficit budgétaire faible voir nul. Il en va de même pour l'inflation.
La Croatie est l'objet d'une forte émigration, estimée à environ 350 000 personnes pour la période allant du début des années 2000 jusqu'en 2018, accentuant la baisse démographique de la population.
En 2018, le PIB par habitant en PPA était de 61 % par rapport à la moyenne de l'Union européenne, un niveau proche de celui de 2008, démontrant l'importance de la crise économique qu'a subie la Croatie à partir de 2008.
Durant la période 2013 à 2019, la Croatie verse 2,6 milliards d'euros au budget de l'Union européenne, dont elle reçoit 4,5 milliards d'euros d'aides.
| Année                                | 1993     | 1995   | 2000   | 2005   | 2006   | 2007   | 2008   | 2009   | 2010   | 2011   | 2012   | 2013   | 2014   | 2015   | 2016   | 2017   |
| ------------------------------------ | -------- | ------ | ------ | ------ | ------ | ------ | ------ | ------ | ------ | ------ | ------ | ------ | ------ | ------ | ------ | ------ |
| PIB en PPA (en milliards de dollars) | 36,02    | 42,41  | 54,51  | 76,28  | 82,38  | 88,94  | 92,54  | 86,36  | 86,17  | 87,66  | 87,28  | 88,11  | 89,61  | 92,71  | 96,86  | 101,34 |
| PIB en PPA par habitant (en dollars) | 7 790    | 9 524  | 12 441 | 17 173 | 18 556 | 20 049 | 20 872 | 19 499 | 19 505 | 20 483 | 20 450 | 20 703 | 21 144 | 22 052 | 23 227 | 24 424 |
| Croissance                           | -8,0 %   | 6,6 %  | 3,8 %  | 4,2 %  | 4,8 %  | 5,2 %  | 2,1 %  | -7,4 % | -1,4 % | -0,3 % | -2,2 % | -0,6 % | -0,1 % | 2,3 %  | 3,2 %  | 2,8 %  |
| Inflation                            | 1518,5 % | 2,0 %  | 4,6 %  | 3,3 %  | 3,2 %  | 2,9 %  | 6,1 %  | 2,4 %  | 1,0 %  | 2,3 %  | 3,4 %  | 2,2 %  | -0,2 % | -0,5 % | -1,1 % | 1,1 %  |
| Chômage                              | 14,8 %   | 14,5 % | 20,6 % | 17,6 % | 16,5 % | 14,7 % | 13,0 % | 14,5 % | 17,2 % | 17,4 % | 18,6 % | 19,8 % | 19,3 % | 17,1 % | 14,8 % | 12,2 % |
| Dette publique (% du PIB)            |          |        | 33 %   | 41 %   | 39 %   | 38 %   | 40 %   | 49 %   | 58 %   | 65 %   | 71 %   | 82 %   | 86 %   | 85 %   | 83 %   | 78 %   |

## Secteur d'activité

### Agriculture
En 2015, l'agriculture ne représentait que 4 % du PIB, mais employait 14 % de la population active. Les principales productions agricoles sont le blé, le maïs, la betterave à sucre, les fruits et légumes, la vigne, l'olivier, l'élevage et le tabac,. La pays possède en 2017, 58 000 hectares de vignes, pour une production de 760 000 hectolitres de vin. La production d'huile d'olive, quant à elle, s'élève à 40 000 hectolitres à la même date. Plusieurs produits issus de l'élevage possèdent une indication géographique protégée. En 2017, la pêche a permis d'extraire 83 000 tonnes de poisson en mer et 3 000 en eau douce. La structure agraire est composée principalement de petits propriétés agricoles.

### Secteur secondaire

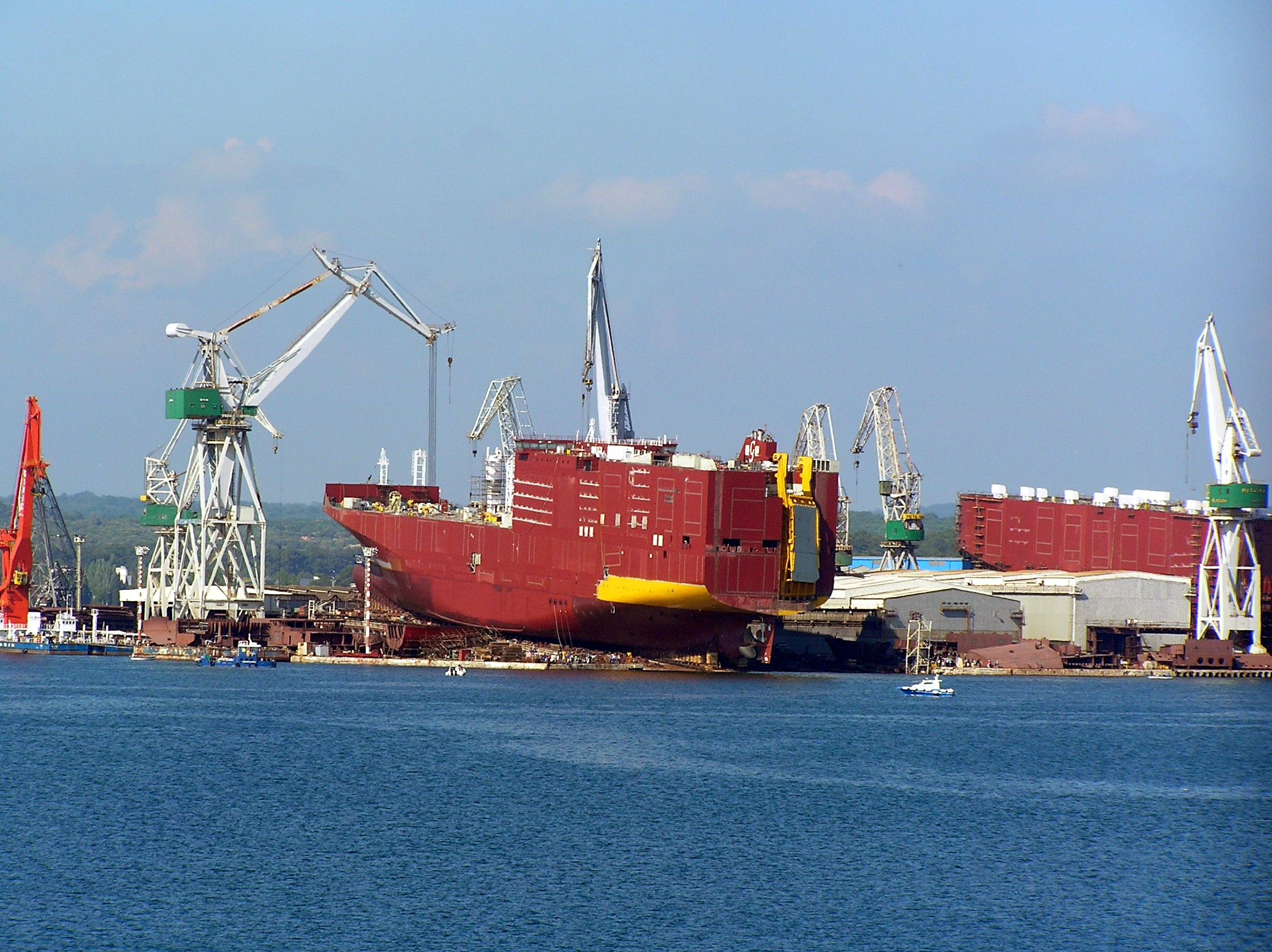
Chantier naval d'Uljanik en 2008.

Le secteur secondaire représentait près de 27 % du PIB et employait 27 % de la population active en 2015. Le secteur secondaire est notamment marquée par la présence de plusieurs chantiers navals à Rijeka et à Split.

#### Énergie
L'électricité représente 19 % de la consommation finale d'énergie en Croatie en 2017. Elle est produite pour 39 % à partir des combustibles fossiles (gaz naturel : 26 %, charbon : 11 %, pétrole : 2 %), et 61 % des énergies renouvelables (hydroélectricité : 46 %, éolien : 10 %, biomasse : 4 %, solaire : 0,7 %). la Croatie importe 37 % de ses besoins en électricité, dont 50 % de la production de la centrale nucléaire de Krško qu'elle a cofinancée avec la Slovénie, couvrant 15,7 % des besoins du pays.
La Croatie possède plusieurs gisements pétroliers en Slavonie et à Podravina.

### Secteur tertiaire
La Croatie a une économie principalement fondée sur les services et un peu sur l'industrie légère. Les services représentaient près de 70 % du PIB et employaient 60 % de la population active en 2015.

#### Tourisme

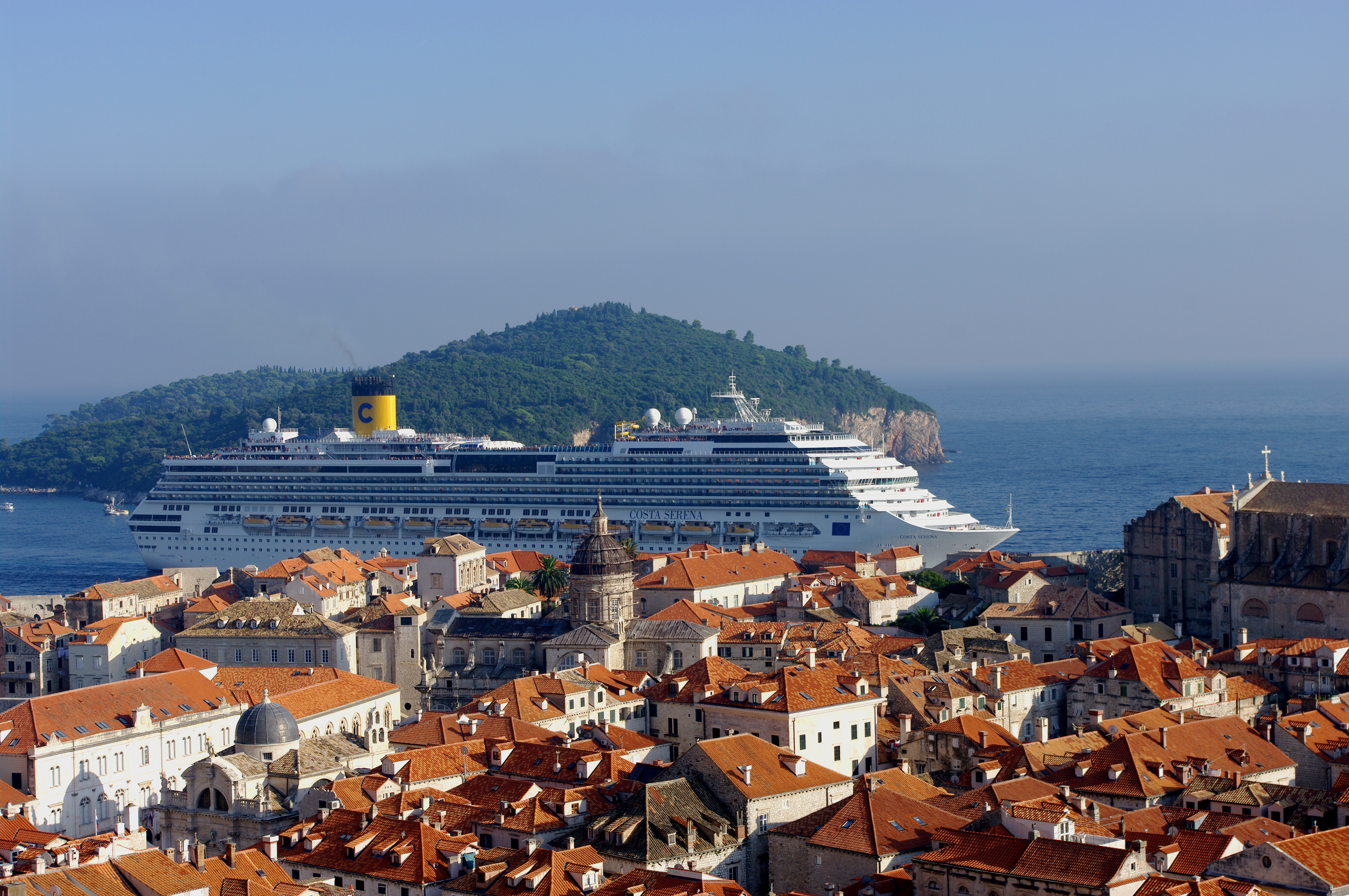
Un bateau de croisière à Dubrovnik en 2010.

Le tourisme représente 18,4 % du PIB en 2018. 18,7 millions de touristes ont visité la Croatie en 2018. Cependant, Le Courrier des Balkans indique que « le poids réel du secteur est encore bien plus élevé, si l’on prend en compte les revenus de l’économie grise, des jobs au noir, des chambres et des appartements loués sur la côte sans être déclarés, ce qui fait de la Croatie le pays européen le plus dépendant de la mono-activité touristique ». La majeure partie de l'activité touristique a lieu dans les régions côtières, notamment en Istrie, en Split-Dalmatie et en Primorje-Gorski Kotar.

## Balance commerciale
Les échanges extérieurs sont fortement déséquilibrés, le taux de couverture des importations n'étant que de 43 %. Les revenus engendrés par l'industrie du tourisme (17 % du PIB) compensent en partie le déficit de la balance commerciale. La balance des paiements croate est caractéristique de celle d'un pays en transition. La balance commerciale est très déficitaire mais le déficit des paiements courants n'est que de 5 % grâce à l'importance des revenus touristiques (officiellement le tourisme représente 25 % du PIB).

## Passage à l'euro
Le passage à l'euro, ainsi que l'entrée de la Croatie dans la zone euro et dans l'espace Schengen, est effectif à partir du 1er janvier 2023, remplaçant l'ancienne monnaie (la kuna, en usage depuis 1994).
Ce passage n'est pas anodin, car près de 80 % des dépôts bancaires sont sous l'euro. Pour certains experts[Qui ?], . Il a également pour but de faire barrage à l'inflation croate, ainsi que de protéger son économie.
Peu après avoir adopté l’euro, le pays est toutefois confronté à une forte hausse des prix, notamment des denrées alimentaires, qui suscite la colère des citoyens et des groupes de protection des consommateurs,, Dans une étude d’opinion réalisée entre mars et avril 2022, seulement 30 % des habitants jugeaient que la Croatie était prête, et 87 % des personnes interrogées pensaient que le changement de monnaie allait entrainer une hausse des prix inévitable.